# 18.ª etapa del Tour de Francia 2024
La 18.ª etapa del Tour de Francia 2024 tuvo lugar el 18 de julio de 2024 y consistió en una etapa de media montaña, con inicio en la ciudad de Gap y final en Barcelonnette, sobre un recorrido de 179,5 km. El vencedor fue el belga Victor Campenaerts del Lotto Dstny, el esloveno Tadej Pogačar del UAE Team Emirates mantuvo el liderato.

## Clasificación de la etapa
| Gap - Barcelonnette | etapa de media montaña | (179,5 km) |

| \| Clasificación de la etapa \| Clasificación de la etapa \| Clasificación de la etapa \| Clasificación de la etapa \| Clasificación de la etapa \| \| Ciclista \| Ciclista \| Equipo \| Tiempo \| \| \| ------------------------- \| ------------------------- \| -------------------------- \| ------------------------- \| ------------------------- \| \| 1.º \| Victor Campenaerts \| Lotto Dstny \| 4 h 10 min 42 s \| \| \| 2.º \| Mattéo Vercher \| TotalEnergies \| + 0 s \| \| \| 3.º \| Michał Kwiatkowski \| Ineos Grenadiers \| + 0 s \| \| \| 4.º \| Toms Skujiņš \| Lidl-Trek \| + 22 s \| \| \| 5.º \| Oier Lazkano \| Movistar Team \| + 22 s \| \| \| 6.º \| Bart Lemmen \| Team Visma \\| Lease a Bike \| + 22 s \| \| \| 7.º \| Krists Neilands \| Israel-Premier Tech \| + 22 s \| \| \| 8.º \| Jai Hindley \| Red Bull-Bora-Hansgrohe \| + 22 s \| \| \| 9.º \| Wout van Aert \| Team Visma \\| Lease a Bike \| + 37 s \| \| \| 10.º \| Michael Matthews \| Team Jayco AlUla \| + 37 s \| \| |                    |                            |                 |
| |                    |                            |                 |
| Fuentes: ProCyclingStats Cycling Quotient |                    |                            |                 |
| Clasificación de la etapa |                    |                            |                 |
| Ciclista | Ciclista           | Equipo                     | Tiempo          |
| 1.º | Victor Campenaerts | Lotto Dstny                | 4 h 10 min 42 s |
| 2.º | Mattéo Vercher     | TotalEnergies              | + 0 s           |
| 3.º | Michał Kwiatkowski | Ineos Grenadiers           | + 0 s           |
| 4.º | Toms Skujiņš       | Lidl-Trek                  | + 22 s          |
| 5.º | Oier Lazkano       | Movistar Team              | + 22 s          |
| 6.º | Bart Lemmen        | Team Visma \| Lease a Bike | + 22 s          |
| 7.º | Krists Neilands    | Israel-Premier Tech        | + 22 s          |
| 8.º | Jai Hindley        | Red Bull-Bora-Hansgrohe    | + 22 s          |
| 9.º | Wout van Aert      | Team Visma \| Lease a Bike | + 37 s          |
| 10.º | Michael Matthews   | Team Jayco AlUla           | + 37 s          |

## Clasificaciones al final de la etapa

### Clasificación general(Maillot Jaune)
| \| Clasificación general \| Clasificación general \| Clasificación general \| Clasificación general \| Clasificación general \| \| Ciclista \| Ciclista \| Equipo \| Tiempo \| \| \| --------------------- \| --------------------- \| -------------------------- \| --------------------- \| --------------------- \| \| 1.º \| Tadej Pogačar \| UAE Team Emirates \| 74 h 45 min 27 s \| \| \| 2.º \| Jonas Vingegaard \| Team Visma \\| Lease a Bike \| + 3 min 11 s \| \| \| 3.º \| Remco Evenepoel \| Soudal Quick-Step \| + 5 min 09 s \| \| \| 4.º \| João Almeida \| UAE Team Emirates \| + 12 min 57 s \| \| \| 5.º \| Mikel Landa \| Soudal Quick-Step \| + 13 min 24 s \| \| \| 6.º \| Carlos Rodríguez \| Ineos Grenadiers \| + 13 min 30 s \| \| \| 7.º \| Adam Yates \| UAE Team Emirates \| + 15 min 41 s \| \| \| 8.º \| Giulio Ciccone \| Lidl-Trek \| + 17 min 51 s \| \| \| 9.º \| Derek Gee \| Israel-Premier Tech \| + 18 min 15 s \| \| \| 10.º \| Santiago Buitrago \| Bahrain Victorious \| + 18 min 35 s \| \| |                   |                            |                  |
| |                   |                            |                  |
| Fuentes: ProCyclingStats Cycling Quotient |                   |                            |                  |
| Clasificación general |                   |                            |                  |
| Ciclista | Ciclista          | Equipo                     | Tiempo           |
| 1.º | Tadej Pogačar     | UAE Team Emirates          | 74 h 45 min 27 s |
| 2.º | Jonas Vingegaard  | Team Visma \| Lease a Bike | + 3 min 11 s     |
| 3.º | Remco Evenepoel   | Soudal Quick-Step          | + 5 min 09 s     |
| 4.º | João Almeida      | UAE Team Emirates          | + 12 min 57 s    |
| 5.º | Mikel Landa       | Soudal Quick-Step          | + 13 min 24 s    |
| 6.º | Carlos Rodríguez  | Ineos Grenadiers           | + 13 min 30 s    |
| 7.º | Adam Yates        | UAE Team Emirates          | + 15 min 41 s    |
| 8.º | Giulio Ciccone    | Lidl-Trek                  | + 17 min 51 s    |
| 9.º | Derek Gee         | Israel-Premier Tech        | + 18 min 15 s    |
| 10.º | Santiago Buitrago | Bahrain Victorious         | + 18 min 35 s    |

### Clasificación por puntos(Maillot Vert)
| Clasificación por puntos | Clasificación por puntos | Clasificación por puntos   | Clasificación por puntos | Clasificación por puntos |
| Ciclista                 | Ciclista                 | Equipo                     | Puntos                   |                          |
| ------------------------ | ------------------------ | -------------------------- | ------------------------ | ------------------------ |
| 1.º                      | Biniam Girmay            | Intermarché-Wanty          | 387 pts                  |                          |
| 2.º                      | Jasper Philipsen         | Alpecin-Deceuninck         | 354 pts                  |                          |
| 3.º                      | Bryan Coquard            | Cofidis                    | 188 pts                  |                          |
| 4.º                      | Anthony Turgis           | TotalEnergies              | 163 pts                  |                          |
| 5.º                      | Arnaud De Lie            | Lotto Dstny                | 161 pts                  |                          |
| 6.º                      | Wout van Aert            | Team Visma \| Lease a Bike | 152 pts                  |                          |
| 7.º                      | Tadej Pogačar            | UAE Team Emirates          | 136 pts                  |                          |
| 8.º                      | Jonas Abrahamsen         | Uno-X Mobility             | 136 pts                  |                          |
| 9.º                      | Pascal Ackermann         | Israel-Premier Tech        | 118 pts                  |                          |
| 10.º                     | Remco Evenepoel          | Soudal Quick-Step          | 112 pts                  |                          |

### Clasificación de la montaña(Maillot à Pois Rouges)
| Clasificación de la montaña | Clasificación de la montaña | Clasificación de la montaña | Clasificación de la montaña | Clasificación de la montaña |
| Ciclista                    | Ciclista                    | Equipo                      | Puntos                      |                             |
| --------------------------- | --------------------------- | --------------------------- | --------------------------- | --------------------------- |
| 1.º                         | Tadej Pogačar               | UAE Team Emirates           | 77 pts                      |                             |
| 2.º                         | Jonas Vingegaard            | Team Visma \| Lease a Bike  | 58 pts                      |                             |
| 3.º                         | Remco Evenepoel             | Soudal Quick-Step           | 42 pts                      |                             |
| 4.º                         | Oier Lazkano                | Movistar Team               | 41 pts                      |                             |
| 5.º                         | Richard Carapaz             | EF Education-EasyPost       | 37 pts                      |                             |
| 6.º                         | Jonas Abrahamsen            | Uno-X Mobility              | 36 pts                      |                             |
| 7.º                         | David Gaudu                 | Groupama-FDJ                | 30 pts                      |                             |
| 8.º                         | Carlos Rodríguez            | Ineos Grenadiers            | 24 pts                      |                             |
| 9.º                         | Ben Healy                   | EF Education-EasyPost       | 21 pts                      |                             |
| 10.º                        | Tobias Halland Johannessen  | Uno-X Mobility              | 19 pts                      |                             |

### Clasificación del mejor joven(Maillot Blanc)
| Clasificación del mejor joven | Clasificación del mejor joven | Clasificación del mejor joven | Clasificación del mejor joven | Clasificación del mejor joven |
| Ciclista                      | Ciclista                      | Equipo                        | Tiempo                        |                               |
| ----------------------------- | ----------------------------- | ----------------------------- | ----------------------------- | ----------------------------- |
| 1.º                           | Remco Evenepoel               | Soudal Quick-Step             | 74 h 50 min 36 s              |                               |
| 2.º                           | Carlos Rodríguez              | Ineos Grenadiers              | + 8 min 21 s                  |                               |
| 3.º                           | Santiago Buitrago             | Bahrain Victorious            | + 13 min 26 s                 |                               |
| 4.º                           | Matteo Jorgenson              | Team Visma \| Lease a Bike    | + 17 min 09 s                 |                               |
| 5.º                           | Ben Healy                     | EF Education-EasyPost         | + 37 min 13 s                 |                               |
| 6.º                           | Javier Romo                   | Movistar Team                 | + 51 min 14 s                 |                               |
| 7.º                           | Ilan Van Wilder               | Soudal Quick-Step             | + 1 h 11 min 35 s             |                               |
| 8.º                           | Jordan Jegat                  | TotalEnergies                 | + 1 h 25 min 27 s             |                               |
| 9.º                           | Tobias Halland Johannessen    | Uno-X Mobility                | + 1 h 26 min 02 s             |                               |
| 10.º                          | Oscar Onley                   | Team dsm-firmenich PostNL     | + 1 h 47 min 53 s             |                               |

### Clasificación por equipos(Classement par Équipe)
| Clasificación por equipos | Clasificación por equipos  | Clasificación por equipos | Clasificación por equipos |
| Equipo                    | Equipo                     | Tiempo                    |                           |
| ------------------------- | -------------------------- | ------------------------- | ------------------------- |
| 1.º                       | UAE Team Emirates          | 224 h 41 min 24 s         |                           |
| 2.º                       | Team Visma \| Lease a Bike | + 27 min 57 s             |                           |
| 3.º                       | Ineos Grenadiers           | + 52 min 14 s             |                           |
| 4.º                       | Soudal Quick-Step          | + 59 min 21 s             |                           |
| 5.º                       | Lidl-Trek                  | + 1 h 29 min 03 s         |                           |
| 6.º                       | Movistar Team              | + 1 h 39 min 10 s         |                           |
| 7.º                       | EF Education-EasyPost      | + 2 h 08 min 08 s         |                           |
| 8.º                       | Bahrain Victorious         | + 2 h 11 min 47 s         |                           |
| 9.º                       | Red Bull-Bora-Hansgrohe    | + 2 h 17 min 45 s         |                           |
| 10.º                      | Decathlon-AG2R La Mondiale | + 2 h 34 min 20 s         |                           |

## Abandonos
Ninguno.